# Amboseli Elephant Research Project

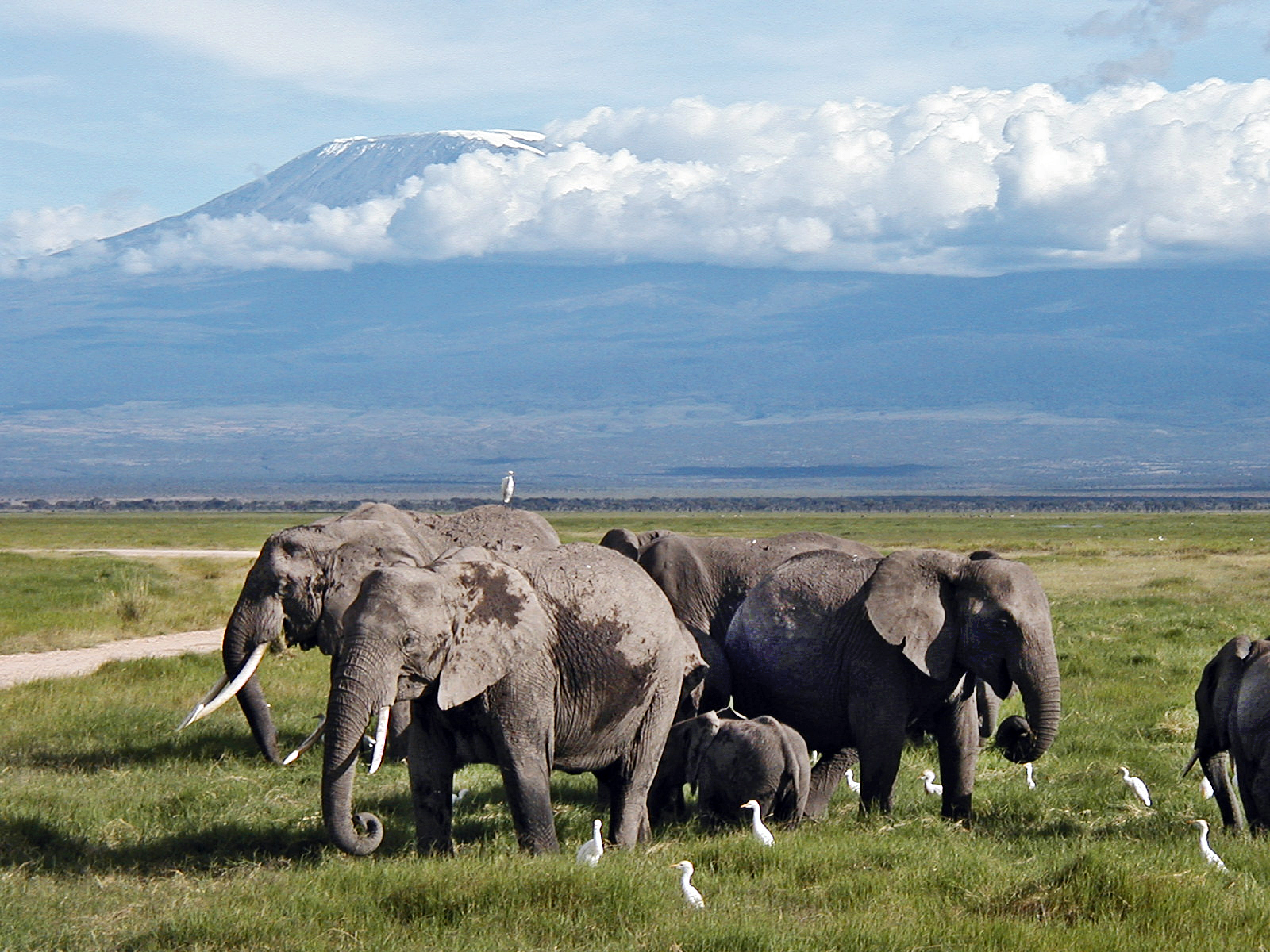
Elefanten im Amboseli-Nationalpark

Das Amboseli Elephant Research Project ist ein Projekt der Non-Profit-Organisation Amboseli Trust for Elephants. Es ist das detaillierteste und langfristigste Projekt zur Erforschung der Afrikanischen Elefanten. Ziel des Forschungsprojekts ist das Studium des Sozialverhaltens, der Altersstruktur und der Populationsdynamik Afrikanischer Elefanten.
Das Forschungsprojekt wurde 1972 von Cynthia Moss und Harvey Croze in dem im Süden Kenias liegenden Amboseli-Nationalpark initiiert. Der Amboseli-Park zeichnet sich dadurch aus, dass in dem rund 390 Quadratkilometer großen Park nur wenig Wilderer aktiv waren. Das ist insbesondere dem Volk der Massai, den Besitzern des umliegenden Landes sowie der ständigen Anwesenheit von Touristen und Forschern zu verdanken. Damit gehört Amboseli zu den wenigen Regionen in Afrika, in denen die Altersstruktur der Elefanten unverzerrt geblieben ist. In dem Areal, das von Wildhütern und Wissenschaftern ganzjährig überwacht wird.
Zwischen September 2007 und Mai 2008 wurde von Animal Planet eine 13-teilige Dokumentation über die Elefanten im Amboseli-Nationalpark und die Arbeit des Amboseli Trust for Elephants gefilmt.